# Cardiomya multicostata
Cardiomya multicostata är en musselart som beskrevs av Addison Emery Verrill och Smith 1898. Cardiomya multicostata ingår i släktet Cardiomya och familjen Cuspidariidae. Inga underarter finns listade i Catalogue of Life.